# Los balizadores del desierto
Los balizadores del desierto (en árabe: El-haimoune) es una película del año 1984 dirigida por el tunecino Nacer Khemir y coproducida por Francia y Túnez. Se rodó en este último país.

## Sinopsis
Un maestro joven se establece en una aislada población del desierto para educar a niños que nunca recibieron educación. En la aldea solo habitan niños, ancianos y mujeres y la población está obsesionada por la búsqueda de un tesoro oculto. Los niños vagan por el desierto tras haber sido maldecidos.

## Elenco
- Soufiane Makni
- Hedi Daoud
- Nacer Khemir
- Sonia Ichti
- Jamila Ourabi
- Mohamed Ayadi
- Hassen Khalsi
- Abdeladhim Abdelhak

## Premios
- Trois Continents, Nantes 1984
- Mostra de Valencia 1984
- Cartago 1984